# Adam Matuszczyk
Adam Matuszczyk, född 14 februari 1989 i Gliwice, är en polsk fotbollsspelare som spelar för Eintracht Braunschweig. Han har även spelat för Polens landslag.
Han var uttagen i Polens trupp vid fotbolls-EM 2012.